# Nathaniel Craley
Nathaniel Neiman Craley, Jr. (ur. 17 listopada 1927 w Red Lion, Pensylwania, zm. 18 czerwca 2006 w Glen Rock, Pensylwania) – amerykański polityk, członek Izby Reprezentantów z ramienia Partii Demokratycznej.
Kształcił się w Taft School w Watertown (Connecticut) oraz w Gettysburg College, przez kilkanaście lat pracował w administracji fabryki mebli. W latach 1959–1965 pełnił funkcję skarbnika Komisji Planowania York County, zajmował również inne stanowiska w lokalnych władzach. Prowadził zajęcia z ekonomii i historii w York Junior College.
W 1964 został wybrany do Izby Reprezentantów USA z ramienia Partii Demokratycznej. Mandat pełnił przez jedną kadencję (od stycznia 1965 do stycznia 1967), następnie pracował w administracji Powierniczych Wysp Pacyfiku.